# Lijst van beschermd erfgoed in Fosses-la-Ville
Onderstaande tabel geeft een overzicht van de beschermde erfgoederen in de gemeente Fosses-la-Ville. Het beschermd erfgoed maakt deel uit van het cultureel erfgoed in België.
| Object | Bouwjaar/architect | Deelgemeente | Adres                      | Coördinaten                   | Nummer?                | Afbeelding |
| --- | ------------------ | ------------ | -------------------------- | ----------------------------- | ---------------------- | --- |
| Stiftkerk Saint-Feuillen                                                                                        |                    |              |                            | 50° 23' 49" NB, 4° 41' 51" OL | 92048-CLT-0001-01 Info | Stiftkerk Saint-Feuillen                                                                                        |
| Kapel Sainte-Brigide                                                                                            |                    |              |                            | 50° 24' 2" NB, 4° 41' 56" OL  | 92048-CLT-0003-01 Info | Kapel Sainte-Brigide                                                                                            |
| Huis "Le Châpitre"                                                                                              |                    |              | Place du Châpitre n° 11    | 50° 23' 48" NB, 4° 41' 54" OL | 92048-CLT-0004-01 Info | |
| Kapel Saint-Roch                                                                                                |                    |              |                            | 50° 23' 42" NB, 4° 42' 18" OL | 92048-CLT-0005-01 Info | |
| Kapel Saint-Laurent: koor oude kerk                                                                             |                    |              |                            | 50° 24' 14" NB, 4° 44' 25" OL | 92048-CLT-0006-01 Info | |
| Muziekkiosk en een beschermingszone van de place du Marché en de gevels van de gebouwen die rondom gelegen zijn |                    |              | place du Marché, te Fosses | 50° 23' 48" NB, 4° 41' 47" OL | 92048-CLT-0007-01 Info | Muziekkiosk en een beschermingszone van de place du Marché en de gevels van de gebouwen die rondom gelegen zijn |
| Ensemble van stiftkerk Saint-Feuillon, uitgezonderd het orgel                                                   |                    |              |                            | 50° 23' 49" NB, 4° 41' 51" OL | 92048-PEX-0001-01 Info | Ensemble van stiftkerk Saint-Feuillon, uitgezonderd het orgel                                                   |